# おはよう静岡
『おはよう静岡』（おはようしずおか）は、NHK静岡放送局で放送されている朝の『NHKニュースおはよう日本』のローカルニュース番組である。
同番組の静岡県ローカルパートで、正式タイトルは『NHK NEWS おはよう静岡』。

## 概要
- 2007年度までは7:30 - 7:45の放送であったが、2008年度から全国ニュースが7:45まで延長されたため、放送時間が15分繰り下がった。
- 2010年度より「NHKニュースおはよう日本」の終了時刻が繰り上がったため、当番組内でエンディングが放送されるようになった。

## 放送時間
- 月曜日 - 金曜日 7:45 - 8:00（JST）
  - 祝日・年末年始は休止し、6:55 - 7:00・7:25 - 7:30（年末年始は7:15 - 7:20）の時間帯で拠点の名古屋放送局から「ニュース・気象情報（東海・北陸）」を放送。
  - 2022年度より、大型連休やお盆期間などは「おはよう東海・北陸」[1]を放送するため休止。
    - 2024年7月29日 - 8月2日・5日 - 9日はオリンピック期間（2024年パリオリンピック）に伴い本番組を中止し、7:50 - 8:00（8月6日のみ7:40 - 7:45）に拠点の名古屋放送局から「おはよう東海・北陸」を放送。
    - 2024年8月16日は、台風7号関連ニュース（静岡）を放送したため、名古屋発の「おはよう東海・北陸」は非ネットとなった。

## タイムテーブル
- 7:45 - オープニング
- 7:46頃 - 静岡県のニュース
- 7:50頃 - 特集またはリポート及び中継
中継の場合は名古屋放送局を経由して中部管内各局から入ることが多いが、静岡局から中部管内へ出中する場合もある。この他、静岡局の独自中継が中部管内ではなく、関東・甲信越管内へ出中するケースもある[2]。
※かつては火曜日は市場だより（静岡市中央卸売市場から中継）を放送していた[3]。
- 7:56頃 - 静岡県の鉄道情報
- 7:57頃 - 静岡県の気象情報
- 7:59:45頃 - エンディング[4]

## キャスター
- かつては静岡放送局のアナウンサーが交替で担当していたが、2017年度から契約キャスターも出演するようになった[5]。

- 日により多少異なるが、2022年度以降は概ね以下の通り担当している。

- 当日担当キャスターはNHKの番組表に記載されていたが、2023年7月3日以降記載されなくなった。
  - 月曜：NHK正規アナウンサーが交代で出演[6]
  - 火曜：三上弥（2023年6月27日まで）[7]
  - 水曜：大窪愛
  - 木曜：秋枝伶子
  - 金曜：秋枝伶子

## オープニング
- タイトルロゴは2008年度よりおはよう日本と同じデザインとなった。
  - 2012年度 おはよう日本土曜日6:30のオープニングと同じ。
  - 2011年度 独自のアニメーションを使用している。画面中央にタイトルが出現し、右下に移動。音楽も独自のものとなる。
  - 2008 - 2010年度 アニメーションはおはよう日本の8:00と同じ、ベースカラーは緑、HD対応（ただし2010年7月より16:9の画角対応のためCGが右により画面左の一部は切れる）。タイトルロゴは「NHKニュース おはよう静岡」
    - ジングルはおはよう日本の平日8:00・土曜日6:30と同じものを使用している。ジングルに続いて流れる朝の表情のBGMは土日祝日の7時台気象情報のBGMと同じ。

  - 2007年度までは1997年度から2003年度まで使用されたデザイン。（「おはよう」の文字が回転する独自のアニメーション、ベースカラーは青、HD非対応）
  - 2007年度まではオープニングの音楽は「おはよう北海道」と同じ曲「innocent time」木原健太郎が使用されていた。
- 2010年度までは県内3か所のロボットカメラのリレーで朝の表情を伝えていたが、2011年度以降はオープニング終了後すぐにキャスター挨拶、ニュースに移行していたが、近年では県内2、3か所のロボットカメラのリレーで朝の表情を伝えてからキャスター挨拶に入ることもある。

## エンディング
2009年度以前の「おはよう日本」同様に、エンディングが放送されるようになった。
- お天気カメラの映像で締めくくられる。従来はスタジオの映像のまま。
- エンディングの音楽は2008 - 2010年度の「おはよう日本」と同じ。2011年度・2012年度にテーマ曲が変更されたが、エンディングの曲は従来と同じものが使用されている。
- 終了時のクレジットが表示され、番組ウェブサイトと携帯サイトの案内が一緒に表示されていたが、2011年度からは表示されていない。

## 参考

### 「おはよう静岡」を除く「おはよう日本」地域放送枠の内容
月曜日 - 金曜日
- 6:53 - 7:00 ニュース、静岡県および周辺地域の気象情報
  - 6:53 - 55の全国の気象情報はネットしていない。
  - 2022年度より、大型連休・お盆期間中などは「おはよう東海・北陸」または「おはよう東海」を放送する場合は、同時間帯での「ニュース・気象情報」も名古屋発となる。

以下の内容は日曜日・祝日は2013年度から、土曜日は2014年度から、それぞれ名古屋発の東海・北陸ブロック放送に変更。
土曜日
- 6:53 - 6:59:55 ニュース・道路交通情報・気象情報
  - 6:53 - 55の全国の気象情報はネットしていない。[9]

日曜日
- 7:40 - 7:45 ニュース・気象情報（エンディングはなく、単発のニュース扱い）

祝日（日曜日以外）
- 7:25 - 7:30 ニュース・気象情報